# Медаль імені Флоренс Найтінгейл

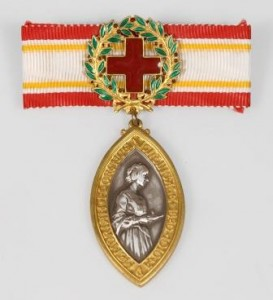
Медаль імені Флоренс Найтінгейл

Медаль імені Флоренс Найтінгейл (англ. Florence Nightingale Medal) — жіноча нагорода, заснована Міжнародним Комітетом Червоного Хреста в 1912 р., призначена для дипломованих медичних сестер і добровільних санітарок, активних учасниць і регулярно співпрацюючих із товариствами Червоного Хреста й Червоного Півмісяця або з іншими організаціями, що надають медичну допомогу.
Цією медаллю нагороджуються жінки, що відзначилися під час війни і у мирний час хоробрістю й винятковою відданістю пораненим, хворим, людям з інвалідністю або тим, чиє здоров'я було під загрозою. Медаль може вручатися посмертно, якщо нагороджувана загинула при виконанні свого обов'язку. Медаль присуджують у день народження Флоренс Найтінгейл — 12 травня, раз на два роки.
На медалі, якою Міжнародний Комітет Червоного Хреста нагороджує своїх героїнь, Флоренс Найтінгейл зображена зі світильником у руці, — визнаним символом милосердя.

## Українки, нагороджені медаллю
До 2011 року в Україні найпрестижнішою світовою відзнакою було увінчано 23 медичні сестри за виняткове милосердя у повоєнний і мирний час. Чергове нагородження відбулося 2007 року.
- Бакуменко Раїса Іванівна, Запоріжжя
- Бойко Надія Андріївна, Донецьк
- Бутова Клавдія Василівна, Севастополь
- Варцаба Євдокія Павлівна, Тернопіль
- Вознюк Наталія Тихонівна, Київ
- Герасимчук Віра Георгіївна, Бориспіль, Київська область
- Гусак Поліна Михайлівна, Львів
- Кисіль Лариса Федорівна, м. Торецьк Донецька область
- Колчина Розалія Іванівна, Львів
- Комелєва Ольга Іванівна, Біла Церква, Київська область
- Костюк Зінаїда Гаврилівна, Яремча, Івано-Франківська область
- Мамзіна Валентина Єгорівна, Донецьк
- Мережко Марія Микитівна, Дніпропетровськ
- Плахотна Валентина Іванівна, Боярка, Київська область
- Рибчинська Віра Андріївна, с. Понора, Хмельницька область
- Родіонова Людмила Антонівна, Київ
- Сердюк Марія Дмитрівна, Луганськ
- Соловйова Антоніна Яківна, Київ
- Таранська Євдокія Іллівна, Харків
- Чернова Людмила Іванівна, Київ
- Чмут Марія Василівна, Луцьк
- Шкарлетова Марія Савеліївна, Куп'янськ, Харківська область
- Щербаченко Марія Захарівна, Київ

У 2011 році медаллю імені Флоренс Найтінгейл була нагороджена медсестра Людмила Власова з м. Єнакієве Донецької області за порятунок шахтарів при аварії на шахті імені Карла Маркса 8 червня 2008 року.
У 2019 році за допомогу постраждалим під час війни на Донбасі світову відзнаку отримали Валентина Басова (голова Дніпровської та Хортицької районної організації Товариства Червоного Хреста України в Запорізькій області) та Наталія Яковлева (голова Станично-Луганської районної організації Товариства в Луганській області)..
У 2021 році медаль одержала українка Алла Новікова, довівши кількість нагороджених медаллю українок до 27.